# Мито Исусов
Мито Исусов е български историк, академик на Българската академия на науките.

## Биография
Роден е на 27 март 1928 година в монтанското село Доктор Йосифово. През 1954 година завършва история в Софийския университет „Св. Климент Охридски“. Извършва специализация във Франция и Съветския съюз.
През 1958 година е асистент в Софийския университет. Работи в Института по история при БАН, където е негов научен секретар (1960-1962), ръководител на секция „История на България през епохата на социализма“ (1973) и директор от 1989 до 1992 година. През 1979 година е назначен за директор на Единния център по история. От 1984 година е член-кореспондент на БАН. В края на 80-те се изказва критично за използването на историческата наука като политически инструмент, оправдаващ Възродителния процес.
Научните му интереси са в областта на новата българска история. Негово дело са над 150 научни публикации. По-значими негови трудове са:
- 1987 – „Политическите партии в България 1944-1948“;
- 1990 – „Последната година на Трайчо Костов“;
- 1991 – „Сталин и България“.

Умира на 24 юни 1999 година.